# 宇留野勝明
宇留野 勝明（うるの かつあき、寛永7年（1630年） - 元禄14年（1701年））は、江戸時代前期の出羽久保田藩士、家老。宇留野勝忠の養子。実家は茂木氏。3代藩主佐竹義処の嗣子・佐竹義苗の付家老を勤めた。家格は廻座（宿老）。子に勝休、孫に伊勢千代がいる。

## 経歴
寛永7年（1630年）、誕生。父は茂木監物、母は宇留野勝忠の長女。幼名は伊勢千代、通称は源兵衛。
外祖父の養子となり佐竹氏傍流・宇留野家の家督を相続する。寛文5年（1665年）に久保田藩2代藩主・佐竹義隆の命で江戸に上る。寛文9年（1669年）にシャクシャインの乱が勃発し、松前藩の要請で久保田藩でも戸村義国を軍将とする派遣軍が編成されると、勝明は軍奉行となる。ただし、派遣前に反乱が平定されたので援軍は中止となった。
寛文11年（1671年）に中川重頼（宮内）とともに久保田藩の初代郡奉行に就任する。延宝元年（1673年）に相手番に就任し翌年200石を加増される。延宝3年（1675年）10月に藩主嗣子の佐竹義苗の傳役となり、天和3年（1683年）に義苗付きの家老に就任する。元禄元年（1688年）には義苗と紀州藩徳川光貞の娘・育姫との婚約が整い、その使者を務めて同年12月に320石加増される。
しかし、3代藩主・佐竹義処の治める元禄10年（1697年）11月に家老を罷免されて蟄居を命じられる。元禄12年（1699年）に義苗が藩主嗣子のまま死去すると、元禄13年（1700年）3月には隠居し、生涯禁固となる。
元禄14年（1701年）、死去。戒名は明通智勝居士。墓所は佐竹藩所縁の曹洞宗義峰山鱗勝院（秋田県秋田市旭北町）。

## 関連資料
本文の典拠ではない。項目内は発行年順。
- 則道『久保田御家中分限帳』江戸時代。秋田県公文書館に複製史料あり。整理番号A-317-4（同館古文書班『古文書倶楽部』第15号、2007年による。）
- 宇留野弘『佐竹支族宇留野氏系譜 : 秋田に下向した宇留野氏の探訪』秋田 : 宇留野隆、秋田文化出版 (発売)、

2017年。国立国会図書館書誌ID:028725712、全国書誌番号:23005885、ISBN 978-4-87022-580-0。
秋田県立図書館の郷土資料（レファレンス協同データベースより）
- 『佐竹藩士分限帳‐文久以後‐』上下巻、秋田姓氏家系研究会、1976年。
- 三島亮（編）『秋田藩分限帳　5』秋田姓氏家系研究会、1976年。
- 秋田姓氏家系研究会（編）『久保田藩分限帳‐天保12年-』みしま書房、1981年。